# 赫伯特灣
63°55′S 57°40′W / 63.917°S 57.667°W
赫伯特灣是南極洲的海灣，位於葛拉漢地，分隔維加島和詹姆斯羅斯島，由瑞典探險隊發現和繪入地圖，現時由南極條約體系管理。